# Огудалово (Ілезське сільське поселення)
Огуда́лово (рос. Огудалово) — присілок у складі Тарногського району Вологодської області, Росія. Входить до складу Ілезського сільського поселення.

## Населення
Населення — 18 осіб (2010; 41 у 2002).
Національний склад (станом на 2002 рік):
- росіяни — 100 %